# El Tarter
El Tarter is een plaats in Andorra in de parochie Canillo. De locatie telde 747 inwoners in 2014. De belangrijkste economische activiteit is wintersport (El Tarter maakt net als het aangrenzende Soldeu deel uit van het skigebied Grandvalira). 
De toegangsweg tot Andorra vanuit Frankrijk, de CG-2 doorkruist de plaats.